# Ешленд (містечко, Вісконсин)
Ешленд (англ. Ashland) — місто (англ. town) в США, в окрузі Ешленд штату Вісконсин. Населення — 589 осіб (2020).

## Демографія
Згідно з переписом 2010 року, у місті мешкали 594 особи в 242 домогосподарствах у складі 178 родин. Було 340 помешкань
Расовий склад населення:
| - 93,4 % — білих - 3,7 % — корінних американців - 0,7 % — азіатів |

До двох чи більше рас належало 2,2 %. Частка іспаномовних становила 0,0 % від усіх жителів.
За віковим діапазоном населення розподілялося таким чином: 24,6 % — особи молодші 18 років, 60,1 % — особи у віці 18—64 років, 15,3 % — особи у віці 65 років та старші. Медіана віку мешканця становила 39,9 року. На 100 осіб жіночої статі у місті припадало 107,7 чоловіків;  на 100 жінок у віці від 18 років та старших — 112,3 чоловіків також старших 18 років.
Середній дохід на одне домашнє господарство  становив 56 878 доларів США (медіана — 41 000), а середній дохід на одну сім'ю — 64 868 доларів (медіана — 56 786). Медіана доходів становила 40 000 доларів для чоловіків та 39 886 доларів для жінок. За межею бідності перебувало 12,3 % осіб, у тому числі 19,6 % дітей у віці до 18 років та 8,9 % осіб у віці 65 років та старших.
Цивільне працевлаштоване населення становило 228 осіб. Основні галузі зайнятості: освіта, охорона здоров'я та соціальна допомога — 20,6 %, виробництво — 18,0 %, будівництво — 12,7 %, роздрібна торгівля — 10,5 %.